# Rolling Fields (Kentucky)
Rolling Fields es una ciudad ubicada en el condado de Jefferson en el estado estadounidense de Kentucky. En el Censo de 2010 tenía una población de 646 habitantes y una densidad poblacional de 1.075,09 personas por km².

## Geografía
Rolling Fields se encuentra ubicada en las coordenadas 38°16′8″N 85°40′15″O / 38.26889, -85.67083. Según la Oficina del Censo de los Estados Unidos, Rolling Fields tiene una superficie total de 0.6 km², de la cual 0.6 km² corresponden a tierra firme y (0%) 0 km² es agua.

## Demografía
Según el censo de 2010, había 646 personas residiendo en Rolling Fields. La densidad de población era de 1.075,09 hab./km². De los 646 habitantes, Rolling Fields estaba compuesto por el 98.92% blancos, el 0.62% eran afroamericanos, el 0% eran amerindios, el 0.15% eran asiáticos, el 0% eran isleños del Pacífico, el 0% eran de otras razas y el 0.31% pertenecían a dos o más razas. Del total de la población el 0.15% eran hispanos o latinos de cualquier raza.